# Chris Eubank Jr.
Christopher Livingstone Eubank Jr., detto Chris (Hove, 18 settembre 1989), è un pugile britannico.
Soprannominato "Next Gen", è stato detentore del titolo mondiale IBO dei pesi supermedi, titolo che ha già posseduto dal 2017 al 2018. In precedenza ha conquistato anche la corona WBA ad interim e quella britannica dei pesi medi. 
È figlio dell'ex pugile e campione mondiale Chris Eubank.

## Carriera professionale
Eubank compie il suo debutto da professionista il 12 novembre 2011, sconfiggendo il lituano Kirilas Psonko per KO tecnico dopo quattro riprese.
Il 13 dicembre 2016 Eubank annuncia con un messaggio su Facebook il proprio debutto tra i pesi supermedi, in un pay-per-view della ITV. La sfida titolata lo vede opposto al ventisettenne australiano Renold Quinlan, detentore della corona IBO di categoria, il 4 febbraio 2017 al London VeloPark di Londra. Il britannico si aggiudica la vittoria tramite KO tecnico alla decima ripresa, prendendo l'iniziativa per gran parte della contesa.
Difende il suo titolo IBO per la prima volta il 15 luglio 2017, imponendosi per decisione unanime sul trentasettenne tedesco Arthur Abraham in un match a senso unico. Tale vittoria gli vale l'accesso al World Boxing Super Series, torneo di pugilato ispirato al Super Six World Boxing Classic. Dopo un promettente KO tecnico ai danni del turco Avni Yildirim, viene eliminato in semifinale, battuto ai punti da George Groves in un match con in palio il titolo mondiale WBA di categoria. 
Tornato alla vittoria sette mesi dopo, agli inizi del 2019 ottiene il successo più grande in carriera superando ai punti l'ex campione mondiale James DeGale dopo dodici riprese.